# Пашутіно (Нижньогородська область)
Пашутіно (рос. Пашутино) — село в Росії у складі Ардатовського району Нижньогородської області. Входить до складу Стексовської сільської ради.

## Населення
| 1999 | 2002 | 2010 |
| ---- | ---- | ---- |
| 120  | ↘102 | ↘72  |